# Васил Гендов
Васил Димов Гендов (Васил Димов Хаджигендов) е български режисьор, актьор и драматург. Той е автор на първия български филм „Българан е галант“ (прожектиран на 13 януари 1915 стар стил), комедия в стила на Макс Линдер.

## Биография
Васил Гендов е роден на 24 ноември 1891 г. в Сливен. В периода 1905 – 1907 г. е ученик-стажант в театър „Сълза и смях“ и в Народния театър. Неговият дебют е в ролята на Роберт Пфайфер в постановката „Педагозите“ от О. Ернст. Завършва висшата театрална школа „Ото“ във Виена, специализира в Берлин, във филмовата къща „АИКО“. В периода 1910 – 1912 г. е актьор в трупата на Роза Попова. Работи като драматичен администратор в Русе (1911 – 1913). Бил е директор на пътуващия драматичен театър „Български театър“, София (1920 – 1938). Естраден артист (1938 – 1946).
През 1921 г. заедно със съпругата си Жана Гендова създава Софийския пътуващ театър, на който е директор, режисьор и актьор. Основоположник е на българското филмово изкуство, създател е на първата българска филмопроизводствена кооперация „Янтра филм“. Гендов е инициатор за създаване на първия Съюз на артистите в България (1919 – 1920), Съюза на кинодейците в България (1931 г.), както и на Музея на българската кинематография (1948 г.). Основател на първия съюз на филмовите дейци (1934). Член на Съюза на българските филмови дейци (СБФД). Създател е на първия български игрален филм „Българан е галант“, на който е сценарист, режисьор и изпълнител на главната роля. Създава и продуцира филма „Бунтът на робите“, който е първият български звуков филм и първият филм за Васил Левски. Продукцията е снимана през 1932 г. в Карлово. Както във всичките си дотогавашни ленти Гендов е сценарист, режисьор и изпълнител на главната роля.
Гендов е автор на спомените „Трънливият път на българския филм“ (история на българския филм). Почива на 3 септември 1970 г. в София.

## Награди и отличия
- Заслужил артист (1952).
- Орден „Кирил и Методий“ I ст. (1963).

## Театрални роли
- Дювал – „Дамата с камелиите“ от Александър Дюма-син
- Пасторът – „Родина“ от Ханс Зюдерман
- Карелин – „Епидемия“ от Разсудов
- Борис Аксеевич – „Лудетина“ от В. Крилов
- Нотариус – „Севилският бръснар“ от Пиер дьо Бомарше
- Андрей Роквил – „Съвест“ от П. Бурже
- Юджин Мерчбенкс – „Кендида“ от Джордж Бърнард Шоу.[1]

## Филмография
Режисьор във всичките си филми, не играе само в Бай Ганьо:
| Година | Филми и Сериали               | Роля                 |
| ------ | ----------------------------- | -------------------- |
| 1937   | Земята гори                   | Георги Симов         |
| 1933   | Бунтът на робите              | Васил Левски         |
| 1930   | Буря на младостта             | Антон                |
| 1929   | Улични божества               | работникът           |
| 1928   | Пътят на безпътните           | Михаил               |
| 1927   | Човекът, който забрави Бога   | Павел Симов          |
| 1922   | Военни действия в мирно време | първи агент          |
| 1922   | Бай Ганьо                     | не участва във филма |
| 1921   | Дяволът в София               | Дяволът              |
| 1917   | Любовта е лудост              | студентът            |
| 1915   | Българан е галант             | Българан             |